# Ocean Reef Islands

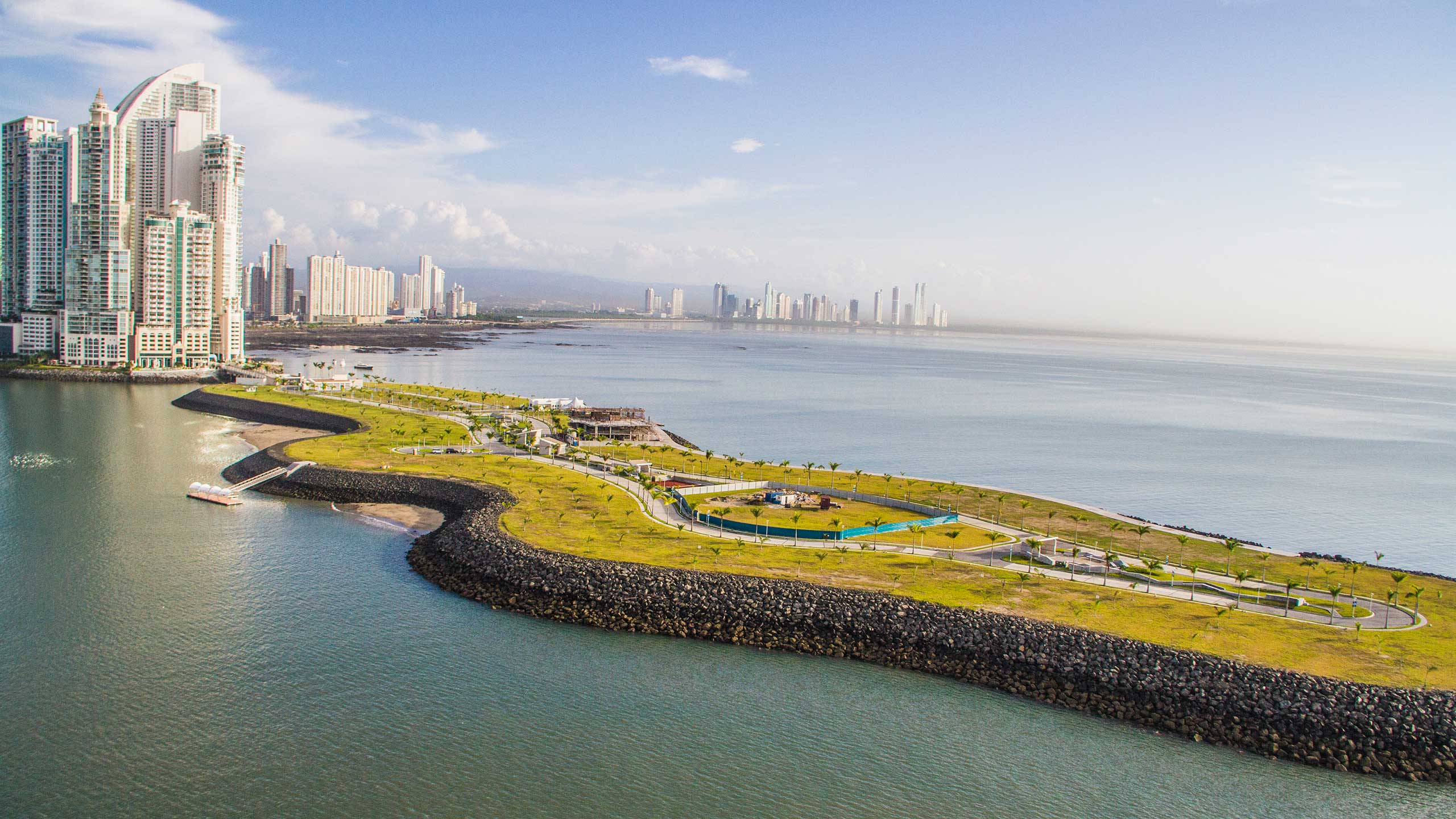
vue d'Ocean Reef Islands en 2016.

Ocean Reef Islands est un programme de construction de deux îles artificielles près de la ville de Panama dans l'état du Panama. Le projet a été initialement proposé en 1997, mais sa construction n'a réellement débuté qu'en 2010.